# Кариани
Кариани (груз. ქარიანი, азерб. Çopurallar) — село в подчинении сельской административно-территориальной единицы Камарло, Дманисского муниципалитета, края Квемо-Картли республики Грузия с 98 %-ным азербайджанским населением. Находится в юго-восточной части Грузии, на территории исторической области Борчалы.

## География
Село расположено в Машаверской долине, в 25 км к западу от районного центра Дманиси, на высоте 1360 метров от уровня моря.
Граничит с городом Дманиси, селами Камарло, Шахмарло, Дагарухло, Согутло, Иакубло, Пантиани, Земо-Безакло, Мтисдзири, Земо-Орозмани, Квемо-Орозмани, Ваке, Далари, Джавахи, Гантиади, Тунуси, Шиндилиари, Цителсакдари, Бослеби, Каклиани, Шихлы, Земо-Карабулахи, Гедагдаги, Ормашени, Бахчалари, Ипнари, Квемо-Карабулахи, Саджа, Кызыладжло, Усеинкенди, Мамишлари, Муздулари, Земо-Саламалейки, Сафигле, Аха, Сафарло, Мамишло, Амамло, Безакло и Ангревани Дманисского Муниципалитета.

## Население
По данным Государственного статистического комитета Грузии, согласно официальной переписи 2002 года, численность населения села Кариани составляет 108 человек и на 98 % состоит из азербайджанцев.

## Экономика
Население в основном занимается овцеводством, скотоводством и овощеводством.

## Достопримечательности
- Средняя школа